# Felipe Bettancourt Guglielmetti
Felipe José Bettancourt Guglielmetti es un ingeniero comercial chileno, que desde junio de 2018 hasta marzo de 2022 se desempeñó como director nacional del Fondo de Solidaridad e Inversión Social (Fosis), bajo el segundo gobierno de Sebastián Piñera.
Hijo de José Miguel Bettancourt Siggelkow, cursó sus estudios superiores en la carrera de ingeniería comercial, mención en administración de empresas en la Pontificia Universidad Católica (PUC). Durante su etapa como estudiante, fue presidente de la FEUC en el año 2008, encabezando la lista del Movimiento Gremial.
Ha sido miembro durante varios años de las fundaciones del Hogar de Cristo, ejerciendo diversos cargos directivos desde 2014, entre ellos, el de director de Comunidad, puesto en el que lideró el proceso de innovación corporativa de la institución.
Durante el segundo gobierno del presidente Sebastián Piñera, tras un concurso de Alta Dirección Pública (ADP), el 29 de junio de 2018 fue nombrado como director nacional del Fondo de Solidaridad e Inversión Social (Fosis), organismo dependiente del Ministerio de Desarrollo Social y Familia. En su gestión, en septiembre de 2021 fue denunciado ante la Contraloría General de la República (CGR) por la «Asociación Nacional de Funcionarios del Fosis», producto de «masivas desvinculaciones ilegales y arbitrarios» al interior de la institución, desde la fecha en asumió el cargo.
Con la llegada de Gabriel Boric a la presidencia de la República, el 21 de marzo de 2022 dejó el mando del ente gubernamental.